# Saison 3 d'Awkward
Chronologie
Saison 2 Saison 4
Cet article présente le guide des épisodes de la troisième saison de la série télévisée Awkward.

## Distribution

### Acteurs principaux
- Ashley Rickards : Jenna Hamilton
- Beau Mirchoff : Matty McKibben
- Brett Davern : Jake Rosati
- Molly Tarlov : Sadie Saxton
- Jillian Rose Reed : Tamara
- Nikki Deloach : Lacey Hamilton
- Desi Lydic : Valerie Marks

### Acteurs récurrents
- Mike Faiola : Kevin Hamilton
- Jessica Lu (en) : Ming Huang
- Greer Grammer : Lissa
- Matthew Fahey : Ricky Schwartz
- Joey Haro : Clark Stevenson
- Wesam Keesh : Kyle
- Barret Swatek (en) : 'Tante' Ally
- Anthony Michael Hall : Mr. Hart[2]
- Nolan Gerard Funk : Collin[2]
- Amanda Foreman : Mrs. McKibben, mère de Matty[3] (épisode 4)

## Épisodes

### Épisode 1:Retrouvailles
- États-Unis : 16 avril 2013 sur MTV[4]
- France : 28 septembre 2013 sur MTV France[5]

- États-Unis : 2,14 millions de téléspectateurs[6] (première diffusion)

### Épisode 2:Culpabilité
- États-Unis : 16 avril 2013 sur MTV
- France : 5 octobre 2013 sur MTV France

- États-Unis : 2,14 millions de téléspectateurs[6] (première diffusion)

### Épisode 3:Rencard
- États-Unis : 23 avril 2013 sur MTV
- France : 12 octobre 2013 sur MTV France

- États-Unis : 1,34 million de téléspectateurs[7] (première diffusion)

### Épisode 4:La Boulette
- États-Unis : 30 avril 2013 sur MTV
- France : 19 octobre 2013 sur MTV France

- États-Unis : 1,38 million de téléspectateurs[8] (première diffusion)

### Épisode 5:Besoin d'intimité
- États-Unis : 7 mai 2013 sur MTV
- France : 26 octobre 2013 sur MTV France

- États-Unis : 1,38 million de téléspectateurs[9] (première diffusion)

### Épisode 6:La fille qui a voulu se suicider
- États-Unis : 14 mai 2013 sur MTV
- France : 2 novembre 2013 sur MTV France

- États-Unis : 1,12 million de téléspectateurs[11] (première diffusion)

### Épisode 7:Excès de culpabilité
- États-Unis : 21 mai 2013 sur MTV
- France : 9 novembre 2013 sur MTV France

- États-Unis : 1,17 million de téléspectateurs[12] (première diffusion)

### Épisode 8:Histoire dérangeante
- États-Unis : 28 mai 2013 sur MTV
- France : 16 novembre 2013 sur MTV France

- États-Unis : 1,35 million de téléspectateurs[13] (première diffusion)

### Épisode 9:Reality Check
- États-Unis : 4 juin 2013 sur MTV
- France : 23 novembre 2013 sur MTV France

- États-Unis : 0,99 million de téléspectateurs[14] (première diffusion)

### Épisode 10:Fausse alerte
- États-Unis : 11 juin 2013 sur MTV
- France : 30 novembre 2013 sur MTV France

- États-Unis : 1,22 million de téléspectateurs[15] (première diffusion)

Finale de la saison été. L'épisode a été suivi d'un Aftershow.

### Épisode 11:Surprise!
- États-Unis : 22 octobre 2013 sur MTV[16]
- France : 11 janvier 2014 sur MTV France[17]

- États-Unis : 1,56 million de téléspectateurs[18] (première diffusion)

### Épisode 12:L'Enquête
- États-Unis : 29 octobre 2013 sur MTV
- France : 11 janvier 2014 sur MTV France

- États-Unis : 1,21 million de téléspectateurs[20] (première diffusion)

### Épisode 13:Le Barbecue
- États-Unis : 5 novembre 2013 sur MTV
- France : 18 janvier 2014 sur MTV France

- États-Unis : 1,02 million de téléspectateurs[21] (première diffusion)

### Épisode 14:La Morale
- États-Unis : 12 novembre 2013 sur MTV
- France : 25 janvier 2014 sur MTV France

- États-Unis : 1,09 million de téléspectateurs[22] (première diffusion)

### Épisode 15:Jenny ou Jenna?
- États-Unis : 19 novembre 2013 sur MTV
- France : 1er février 2014 sur MTV France

- États-Unis : 1,06 million de téléspectateurs[23] (première diffusion)

### Épisode 16:Soirée en boite
- États-Unis : 19 novembre 2013 sur MTV
- France : 8 février 2014 sur MTV France

- États-Unis : 1,06 million de téléspectateurs[23] (première diffusion)

### Épisode 17:Jenna renoue avec Matty et règle ses comptes ...
- États-Unis : 26 novembre 2013 sur MTV
- France : 15 février 2014 sur MTV France

- États-Unis : 1,05 million de téléspectateurs[24] (première diffusion)

### Épisode 18:La Soirée chez Matty
- États-Unis : 3 décembre 2013 sur MTV
- France : 22 février 2014 sur MTV France

- États-Unis : 1,13 million de téléspectateurs[25] (première diffusion)

### Épisode 19:Le Bal de fin d’année
- États-Unis : 10 décembre 2013 sur MTV
- France : 1er mars 2014 sur MTV France

- États-Unis : 1,03 million de téléspectateurs [26] (première diffusion)

### Épisode 20:Qui je veux être
- États-Unis : 17 décembre 2013 sur MTV
- France : 8 mars 2014 sur MTV France

- États-Unis : 1,31 million de téléspectateurs [27] (première diffusion)

## Audiences aux États-Unis
| N° d'épisode | Titre français                                   | Titre original                    | Chaîne | Date de diffusion originale | États-Unis (en millions de téléspectateurs) |
| ------------ | ------------------------------------------------ | --------------------------------- | ------ | --------------------------- | ------------------------------------------- |
| 3x01         | Retrouvailles                                    | Cha-cha-cha-changes               | MTV    | 16 avril 2013               | 2,14                                        |
| 3x02         | Culpabilité                                      | Responsibly Irresponsible         | MTV    | 16 avril 2013               | 2,14                                        |
| 3x03         | Rencard                                          | A Little Less Conversation        | MTV    | 23 avril 2013               | 1,34                                        |
| 3x04         | La Boulette                                      | Let's Talk About Sex              | MTV    | 30 avril 2013               | 1,38                                        |
| 3x05         | Besoin d'intimité                                | Indecent Exposure                 | MTV    | 7 mai 2013                  | 1,38                                        |
| 3x06         | La fille qui a voulu se suicider                 | That Girl' Strikes Again          | MTV    | 14 mai 2013                 | 1,12                                        |
| 3x07         | Excès de culpabilité                             | Guilt Trippin'                    | MTV    | 21 mai 2013                 | 1,17                                        |
| 3x08         | Histoire dérangeante                             | Rubbed Raw and Reeling            | MTV    | 28 mai 2013                 | 1,35                                        |
| 3x09         | Reality Check                                    | Reality Check                     | MTV    | 4 juin 2013                 | 0,99                                        |
| 3x10         | Fausse alerte                                    | Redefining Jenna                  | MTV    | 11 juin 2013                | 1,22                                        |
| 3x11         | Surprise !                                       | Surprise!                         | MTV    | 22 octobre 2013             | 1,56                                        |
| 3x12         | L'Enquête                                        | And Then What Happened            | MTV    | 29 octobre 2013             | 1,21                                        |
| 3x13         | Le Barbecue                                      | Taking Sides                      | MTV    | 5 novembre 2013             | 1,02                                        |
| 3x14         | La Morale                                        | The Bad Seed                      | MTV    | 12 novembre 2013            | 1,09                                        |
| 3x15         | Jenny ou Jenna ?                                 | A Very Special Episode of Awkward | MTV    | 19 novembre 2013            | 1,06                                        |
| 3x16         | Soirée en boite                                  | Less Than Hero                    | MTV    | 19 novembre 2013            | 1,06                                        |
| 3x17         | Jenna renoue avec Matty et règle ses comptes ... | The Campaign Fail                 | MTV    | 26 novembre 2013            | 1,05                                        |
| 3x18         | La Soirée chez Matty                             | Old Jenna                         | MTV    | 3 décembre 2013             | 1,13                                        |
| 3x19         | Le Bal de fin d’année                            | Karmic Relief                     | MTV    | 10 décembre 2013            | 1,03                                        |
| 3x20         | Qui je veux être                                 | Who I Want to Be                  | MTV    | 17 décembre 2013            | 1,31                                        |